# SS Sanct Svithun
Le SS Sanct Svithun était un navire à vapeur à coque en acier de 1 376 tonnes, construit par le chantier naval allemand Danziger Werft et livré à la compagnie maritime norvégienne Det Stavangerske Dampskibsselskab le 1er juillet 1927. Il a navigué le long de la côte norvégienne sur la route du Hurtigruten, jusqu’à ce qu’il soit perdu pendant la Seconde Guerre mondiale, le 30 septembre 1943, dans une attaque aérienne.

## Construction
Le Sanct Svithun a été construit pour la compagnie maritime norvégienne Det Stavangerske Dampskibsselskab par Danziger Werft dans la ville libre de Dantzig en 1927, avec le numéro de chantier 46. Il a été lancé en mars et livré le 1er juillet 1927. Il était évalué à 1 376 tonnes de jauge brute, mesurait 71,93 m de longueur, avait une largeur de 10,73 m et un tirant d'eau de 6,49 m. Son moteur composé à 4 cylindres de type Lentz de 1650 ch pouvait propulser le navire à 14 nœuds (26 km/h). Il a été certifié pour accueillir 100 passagers de première classe et 82 passagers de troisième classe. Le Sanct Svithun a été nommé d’après Saint Swithun, le saint patron de Stavanger.

## Entre-deux-guerres
Après sa livraison dans la ville libre de Dantzig, le Sanct Svithun a été employé sur la ligne de passagers et de fret entre Bergen, dans l’ouest de la Norvège, et divers ports dans le nord de la Norvège. En 1931, il a été reconstruit avec une cale réfrigérée pour lui permettre de transporter du poisson frais provenant des pêcheries du nord de la Norvège. Pendant sa reconstruction, il a également été équipé de la télégraphie sans fil. Il était un navire populaire parmi ses passagers, avec une grande superstructure et un pont promenade spacieux avec un salon d'observation dans la proue. Le Sanct Svithun était également connu comme un navire superbement en état de navigabilité.

## Seconde Guerre mondiale
Lorsque l’Allemagne nazie envahit la Norvège le 9 avril 1940, le Sanct Svithun était au chantier naval Klaseskjær à Stavanger pour son entretien annuel. À l’été 1940, il était de retour en service régulier le long de la côte de la Norvège occupée.

## Naufrage
Le jeudi 30 septembre 1943, le Sanct Svithun se dirigeait vers le sud au large de la péninsule de Stad, dans l’ouest de la Norvège, d’Ålesund à Måløy. Comme c’était le cas pour tous les navires norvégiens opérant en Norvège occupée par les Allemands, son nom et NORGE étaient peints sur les deux côtés. De grands drapeaux norvégiens étaient également peints sur ses côtés et sur son toit. Ses passagers était composé de civils norvégiens et de militaires allemands. Bien qu’il s’agisse d’un navire civil sur une route régulière de fret et de passagers, il avait de l’artillerie antiaérienne allemande à bord et ces canons étaient toujours manœuvrés par des soldats allemands.

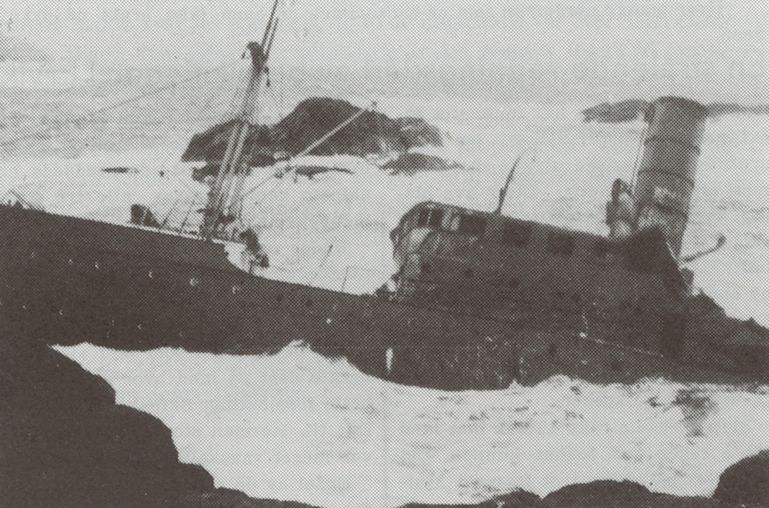
Le Sanct Svithun échoué après l’attaque

À 19 h, alors que le Sanct Svithun était entre les îlots de Vossa et Buholmen, il a été attaqué par six Bristol Beaufighter du 404 Squadron canadien, armés de roquettes de 3 pouces (60 livres). Le Sanct Svithun naviguait seul sans escorte, et son armement antiaérien était inefficace, permettant aux Beaufighters de poursuivre leur attaque avec une grande précision. L’attaque, qui comprenait des tirs de mitrailleuses et de canons automatiques de 20 mm, a laissé le vapeur norvégien brûler en feu par un fort vent. De nombreuses personnes ont sauté dans l’océan pour échapper aux flammes, périssant bientôt dans la mer agitée avant que le timonier ne réussisse à échouer le navire entre l’îlot Buholmen et un éperon rocheux à terre. Le Sanct Svithun est resté à brûler sur l’îlot pendant des heures pendant que la poupe en feu s’enfonçait sous les vagues. Au cours de la soirée et de la nuit, de nombreuses personnes à bord ont réussi à regagner la terre, grandement aidées par la population locale du village voisin d’Ervik, dont vingt habitants sont partis en mer dans une demi-douzaine de barques à rames pour tenter de sauver les survivants. Entre 8 et 41 Norvégiens sont morts dans l’incident, tandis que 46 ou 75 ont été sauvés. Seuls deux des Allemands présents à bord ont survécu. Beaucoup de gens ont pu rejoindre la terre après que le marin Olav Iversen Kvalvågnes ait réussi à nager jusqu’à terre avec une corde. Le capitaine, Samuel Alshager, fut le dernier à abandonner le navire. Deux à trois jours après l’attaque, le Sanct Svithun glissa de l’îlot et coula dans des eaux plus profondes,. Aujourd’hui, la majeure partie de l’épave a été brisée par les intempéries. Les vestiges sont situés au large de Buholmen à une profondeur comprise entre cinq et trente mètres.

## Réactions au naufrage du SSSanct Svithun

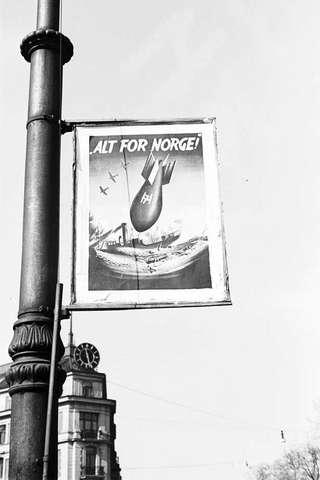
Affiche de propagande nazie de 1942 tentant de lier le roi norvégien en exil Haakon VII au naufrage de navires civils norvégiens

La décision des Alliés de couler le Sanct Svithun, un paquebot norvégien sans escorte, a provoqué de vives réactions en Norvège. La direction du mouvement de résistance norvégien a envoyé le 20 octobre 1943 une lettre de protestation au gouvernement norvégien en exil à Londres. Dans sa lettre, la résistance a déclaré : « Nous avons reçu un message d’une source fiable dans l’ouest de la Norvège qui a recueilli des renseignements fiables auprès de témoins oculaires et de survivants sur le naufrage du Sanct Svithun. Il déclare que les reportages allemands dans les médias sont dans l’ensemble exacts. Si les impacts négatifs dans l’opinion n’ont pas été plus importants, c’est parce que tout le monde au pays refuse de croire que les Alliés auraient pu se comporter de cette manière. Cela va à l’encontre des expériences que les gens ici ont vécues pendant près de trois ans. Si quelque chose de tel devait se reproduire, ce serait très dommageable. » La lettre a été présentée au ministre des Affaires étrangères norvégien, Trygve Lie, et débattue lors d’une conférence gouvernementale.
Le naufrage a été largement présenté dans les journaux norvégiens contrôlés par les nazis, avec la publication officielle du parti national-socialiste norvégien Nasjonal Samling, le Fritt Folk, qui a utilisé l’incident dans sa propagande anti-alliée, qualifiant l’attaque d'« acte ennemi horrible ».
Le 20 mai 1944, le service postal norvégien a émis trois timbres-poste avec des dessins commémorant les naufrages liés à la guerre, le timbre 15 Øre représentant le naufrage du SS Sanct Svithun. Chaque timbre coûtait 10 Øre supplémentaires destinés à bénéficier aux survivants blessés du naufrage et aux proches des personnes tuées. Les timbres du naufrage ont été conçus par l’artiste de propagande pro-nazie norvégien d’origine allemande Harald Damsleth. Les deux autres navires représentés sur les timbres étaient le SS Barøy et le SS Irma, qui ont coulé respectivement en 1941 et 1944.

## Mémorial d’après-guerre
En remerciement aux villageois d’Ervik pour les efforts de sauvetage, la compagnie maritime Det Stavangerske Dampskibsselskab a fait don en 1970 de la cloche du navire Sanct Svithun à une chapelle commémorative construite à Ervik cette année-là, où elle est restée depuis. L’idée de construire une chapelle commémorative avait été proposée à l’origine par l’administration collaborationniste de Vidkun Quisling, le Nasjonal Samling. Bien que de nombreux Norvégiens se soient opposés aux plans de la chapelle, le capitaine Alshager du Sanct Svithun a soutenu la construction d’un mémorial, déclarant que l’hommage aux morts du naufrage devait être considéré séparément de la guerre en général. Alshager avait été capitaine du Sanct Svithun de 1928 jusqu’à son naufrage en 1943. La première pierre de la chapelle a été posée en 1944, mais le projet a été suspendu après la fin de la guerre. La nouvelle première pierre de la chapelle, déplacée à une certaine distance de l’emplacement d’origine, a été posée en 1968. Lorsque la chapelle a été inaugurée en 1970, près de 1000 personnes étaient présentes et le bâtiment a été remis à la municipalité de Selje. En plus de la cloche du navire, la chapelle contient une petite exposition relative au naufrage, et l’ancre du Sanct Svithun est exposée à l’extérieur du bâtiment. La chapelle a été conçue par les architectes Arnstein Arneberg et Olav Platou. La plupart des œuvres d’art et des objets liturgiques de l’église se rapportent à Sanct Svithun. Le 1er janvier 1997, la chapelle d’Ervik a été rebaptisée église d’Ervik.